# البريد الطاجيكي
البريد الطاجيكي (بالطاجيكية: Почтаи тоҷик) هي الشركة المسؤولة عن الخدمة البريدية في طاجيكستان وتم تأسيسها عام 1991، بعد انهيار الاتحاد السوفييتي .